# Sobór Zaśnięcia Matki Bożej w Dmitrowie

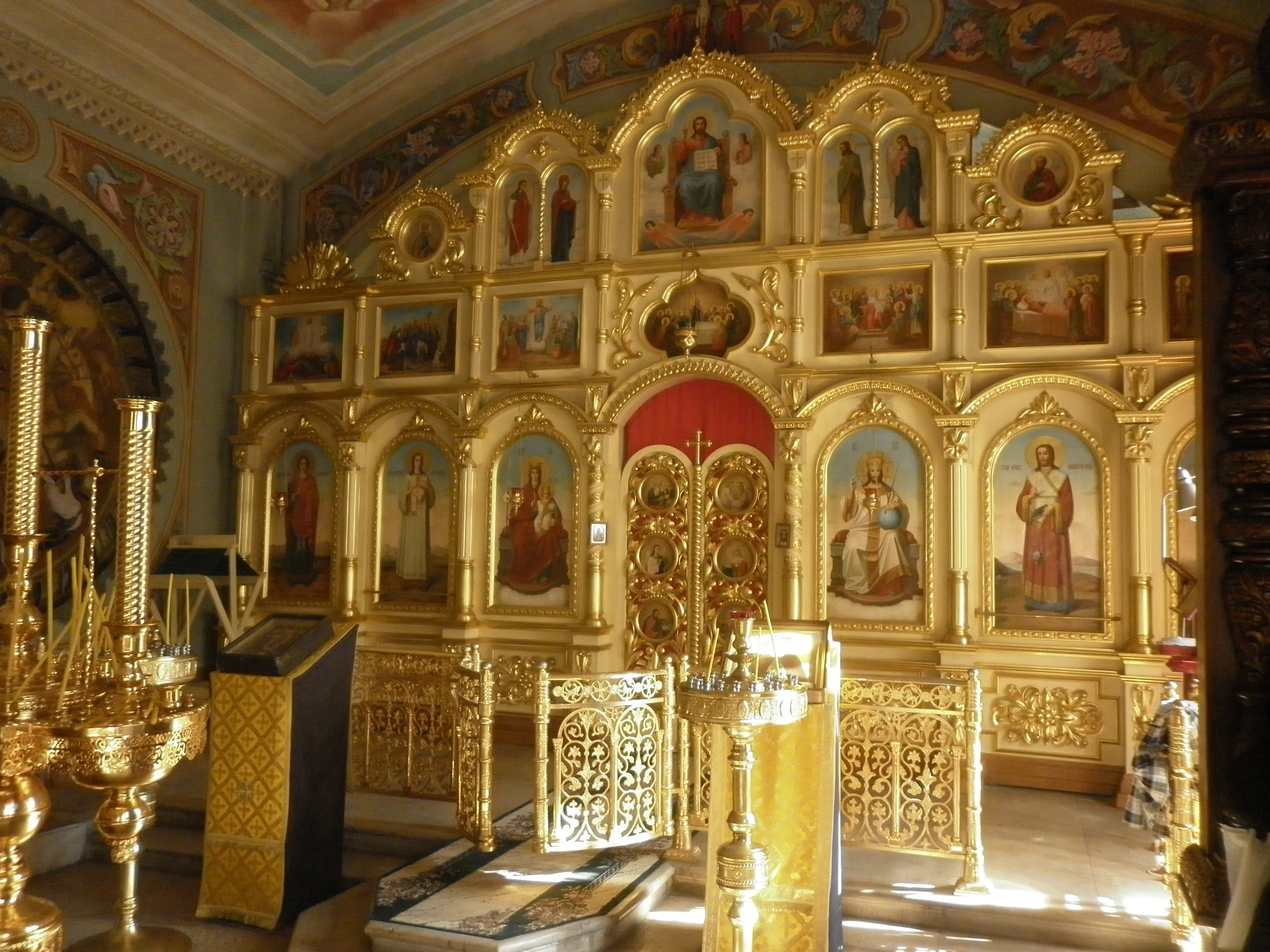
Dolna kaplica

Sobór Zaśnięcia Matki Bożej – prawosławny sobór w Dmitrowie.

## Historia
Fundatorem soboru był książę Jurij Iwanowicz, brat Wasyla III. Budynek powstał najprawdopodobniej po 1510. Wzorem dla twórców obiektu był Sobór Archangielski w kompleksie moskiewskiego Kremla. Sobór jest budowlą dwukondygnacyjną, z przedsionkiem i prezbiterium wyraźnie niższymi niż zwieńczona pięcioma cebulastymi kopułami nawa. W bocznych ścianach obiektu zlokalizowano po dziesięć ostrołukowych okien (w grupach po dwa obok siebie), w górnych partiach umieszczono freski ze scenami biblijnymi, zaś ponad portalami prowadzącymi do soboru – płaskorzeźby ze scenami Ukrzyżowania oraz z postacią św. Jerzego nadnaturalnej wielkości.
W 1790 dokonano przebudowy dachu soboru, natomiast w latach 1823 i 1841 dobudowano do niego dwie nawy boczne, usytuowane od północy i od południa. W latach 1793–1796 wzniesiono również dzwonnicę soboru, nadbudowaną w 1820 (projekt M. Agafonowa, rozbudowa według planu A. Elkinskiego).
We wnętrzu cerkwi znajduje się siedemnastowieczny ikonostas, w którym obok pierwotnie tworzących go ikon rozmieszczone zostały starsze wizerunki świętych oraz (w celu uzupełnienia kompozycji) ikony nowsze, z XIX wieku.